# Cladonematidae
Cladonematidae is een familie van neteldieren uit de klasse van de Hydrozoa (hydroïdpoliepen). 

## Geslachten
- Cladonema Dujardin, 1843
- Eleutheria Quatrefages, 1842
- Staurocladia Hartlaub, 1917